# Dioscoreophyllum cumminsii
Dioscoreophyllum cumminsii ist eine Pflanzenart in der Familie der Mondsamengewächse aus West- und Zentralafrika bis in den Sudan.

## Beschreibung
Dioscoreophyllum cumminsii wächst als ausdauernde, krautige bis mehr oder weniger holzige Liane wenige Meter hoch oder kriechend über den Boden. Die schlanken Sprossachsen sind mehr oder weniger borstig behaart.
Die langstieligen, einfachen Laubblätter sind wechselständig und dimorph. Der mehr oder weniger behaarte Blattstiel ist bis zu 15 Zentimeter lang. Die Blätter sind teilweise ungeteilt, im Umriss eiförmig bis breit-eiförmig, häufiger aber pfeil- bis herzförmig und drei- bis fünflappig bis -spaltig oder mit kleinen bis größeren Zähnen am Rand, die Lappen oder Zähne sind jeweils spitz oder bespitzt bis zugespitzt. Der Blattrand ist ganz bis leicht oder schwach entfernt gezähnt. Die Blätter sind bis 20 Zentimeter lang und breit sowie fast kahl. Die Nervatur ist handförmig und oberseits eingeprägt.
Dioscoreophyllum cumminsii ist zweihäusig diözisch. Es werden achselständige und langstielige, schlanke traubige Blütenstände gebildet, die männlichen sind bis 30 Zentimeter lang, die weiblichen sind einiges kürzer. Die sehr kleinen, gelb-grünen und eingeschlechtlichen Blüten mit einfacher Blütenhülle sind gestielt, die Kronblätter fehlen. Es sind jeweils 6–8 leicht fleischige und zurückgelegte Kelchblätter in zwei Kreisen vorhanden. Die männlichen Blüten besitzen 3–6 in einem kurzen, pilzförmigen Synadrium verwachsene Staubblätter, die weiblichen 3–6 oberständige und freie Stempel mit verdickten, sitzenden Narben.
Es werden rote, bis 3,5 Zentimeter große und eiförmige bis rundliche, glatte, einsamige Steinfrüchte mit kleinen Narbenresten an der Spitze gebildet. Der große, warzige Steinkern ist knochig.

## Taxonomie
Die Erstbeschreibung des Basionyms Rhopalandria cumminsii erfolgte 1898 durch Otto Stapf in Bulletin of Miscellaneous Information, Kew, S. 71. Die Umteilung zu Dioscoreophyllum cumminsii geschah 1910 durch Ludwig Diels in Adolf Engler, Pflanzenreich, IV, 94: 181. Die Artbezeichnung ehrt den Finder der Pflanze Dr. Cummins.

## Verwendung
Die essbaren Früchte sind sehr süß, sie enthalten Monellin, ein Stoff tausendfach süßer als Haushaltszucker.
Die Wurzel sind essbar, sie können wie Yams oder Kartoffeln gegessen werden.